# Campeonato Mundial de Baloncesto de 1986
El X Campeonato mundial de baloncesto de 1986 organizado por la Federación Internacional de Baloncesto se llevó a cabo en las ciudades de Zaragoza, Ferrol, Málaga, Santa Cruz de Tenerife, Barcelona, Oviedo y Madrid, todas en España. Por primera vez en la historia participaron 24 selecciones en la fase final, cosa que no volvería a repetirse hasta el Mundial de Japón 2006. La mascota del campeonato se trataba de una jirafa caracterizada llamada Pívot.

## Países participantes
| África                 | América                                                                | Asia                        | Europa                                                                                       | Oceanía                 |
| ---------------------- | ---------------------------------------------------------------------- | --------------------------- | -------------------------------------------------------------------------------------------- | ----------------------- |
| Angola Costa de Marfil | Canadá Cuba Brasil Estados Unidos Puerto Rico Argentina Uruguay Panamá | China Malasia Corea del Sur | España Italia Unión Soviética Yugoslavia Grecia Francia Países Bajos Alemania Federal Israel | Australia Nueva Zelanda |

## Sedes
| Grupo       | Ciudad                 | Instalación                                   | Capacidad |
| ----------- | ---------------------- | --------------------------------------------- | --------- |
| A           | Zaragoza               | Pabellón Municipal de Deportes                | 4300      |
| B           | Ferrol                 | Polideportivo A Malata                        | 5100      |
| C           | Málaga                 | Pabellón Ciudad Jardín                        | 5000      |
| D           | Santa Cruz de Tenerife | Palacio Municipal de los Deportes             | 5000      |
| Semifinal E | Barcelona              | Palacio de los Deportes                       | 8000      |
| Semifinal F | Oviedo                 | Palacio Municipal de los Deportes de Oviedo   | 6000      |
| Final       | Madrid                 | Palacio de Deportes de la Comunidad de Madrid | 12 000    |

## Rondas de clasificación

### Grupo A (Zaragoza)
| Equipo           | Pts | G | P | PF  | PC  | Dif  |
| ---------------- | --- | - | - | --- | --- | ---- |
| 1. España        | 9   | 4 | 1 | 488 | 395 | +93  |
| 2. Brasil        | 9   | 4 | 1 | 478 | 419 | +59  |
| 3. Grecia        | 8   | 3 | 2 | 476 | 447 | +29  |
| 4. Francia       | 8   | 3 | 2 | 449 | 428 | +21  |
| 5. Panamá        | 6   | 1 | 4 | 435 | 517 | -82  |
| 6. Corea del Sur | 5   | 0 | 5 | 414 | 534 | -120 |

 Brasil 104-74  Corea del Sur
 Grecia 110-81  Panamá
 España 120-73  Corea del Sur
 Grecia 87-84  Francia
 España 87-86  Grecia
 Brasil 88-85 (P)  Panamá
 Francia 93-85  Brasil
 Panamá 111-103  Corea del Sur
 Brasil 115-95  Grecia
 España 125-70  Panamá
 Francia 101-84  Corea del Sur
 Francia 91-88  Panamá
 Brasil 86-72  España

### Grupo B (Ferrol)
| Equipo             | Pts | G | P | PF  | PC  | Dif  |
| ------------------ | --- | - | - | --- | --- | ---- |
| 1. Unión Soviética | 10  | 5 | 0 | 565 | 369 | +196 |
| 2. Israel          | 8   | 3 | 2 | 435 | 444 | -9   |
| 3. Cuba            | 7   | 2 | 3 | 399 | 418 | -19  |
| 4. Australia       | 7   | 2 | 3 | 405 | 430 | -25  |
| 5. Uruguay         | 7   | 2 | 3 | 377 | 437 | -60  |
| 6. Angola          | 6   | 1 | 4 | 334 | 417 | -83  |

 Israel 84-79  Uruguay
 Unión Soviética 89-51  Angola
 Israel 95-75  Angola
 Unión Soviética 129-87  Cuba
 Unión Soviética 114-77  Israel
 Uruguay 77-74  Australia
 Cuba 87-76  Uruguay
 Angola 74-69  Australia
 Cuba 81-53  Angola
 Unión Soviética 111-62  Uruguay
 Australia 98-91  Israel
 Uruguay 83-81  Angola
 Unión Soviética 122-92  Australia
 Israel 88-78
 

### Grupo C (Málaga)
| Equipo             | Pts | G | P | PF  | PC  | Dif  |
| ------------------ | --- | - | - | --- | --- | ---- |
| 1. Estados Unidos  | 10  | 5 | 0 | 446 | 348 | +98  |
| 2. Italia          | 9   | 4 | 1 | 423 | 366 | +57  |
| 3. China           | 7   | 2 | 3 | 430 | 422 | -12  |
| 4. Puerto Rico     | 7   | 2 | 3 | 383 | 373 | +10  |
| 5. Alemania        | 7   | 2 | 3 | 382 | 297 | -15  |
| 6. Costa de Marfil | 5   | 0 | 5 | 322 | 460 | -138 |

 Estados Unidos 99-63  Costa de Marfil
 Puerto Rico 81-69  Alemania
 Alemania 88-70  Costa de Marfil
 Estados Unidos 107-81  China
 Italia 78-55  Puerto Rico
 Estados Unidos 81-68  Alemania
 China 98-84  Puerto Rico
 Italia 98-62  Costa de Marfil
 China 84-72  Costa de Marfil
 Italia 85-76  Alemania
 Estados Unidos 73-72  Puerto Rico
 Puerto Rico 91-55  Costa de Marfil
 Alemania 81-80  China

### Grupo D (Santa Cruz de Tenerife)
| Equipo           | Pts | G | P | PF  | PC  | Dif  |
| ---------------- | --- | - | - | --- | --- | ---- |
| 1. Yugoslavia    | 10  | 5 | 0 | 514 | 364 | +150 |
| 2. Canadá        | 9   | 4 | 1 | 510 | 356 | +154 |
| 3. Argentina     | 8   | 3 | 2 | 414 | 395 | +19  |
| 4. Países Bajos  | 7   | 2 | 3 | 422 | 405 | +17  |
| 5. Nueva Zelanda | 6   | 1 | 4 | 362 | 476 | -114 |
| 6. Malasia       | 5   | 0 | 5 | 313 | 539 | -226 |

 Yugoslavia 118-81  Nueva Zelanda
 Canadá 128-38  Malasia
 Países Bajos 84-66  Nueva Zelanda
 Canadá 96-82  Argentina
 Yugoslavia 95-74  Países Bajos
 Canadá 110-74  Nueva Zelanda
 Argentina 93-73  Malasia
 Yugoslavia 87-68  Argentina
 Canadá 86-79  Países Bajos
 Países Bajos 110-65  Malasia
 Yugoslavia 83-80  Canadá

## Fases semifinales

### Fase semifinal 1 (Palacio de los Deportes de Barcelona, Barcelona)
| Equipo             | Pts | G | P | PF  | PC  | Dif  |
| ------------------ | --- | - | - | --- | --- | ---- |
| 1. Unión Soviética | 10  | 5 | 0 | 546 | 441 | +105 |
| 2. Brasil          | 9   | 4 | 1 | 491 | 435 | +56  |
| 3. España          | 8   | 3 | 2 | 414 | 402 | +12  |
| 4. Israel          | 7   | 2 | 3 | 387 | 455 | -68  |
| 5. Cuba            | 6   | 1 | 4 | 399 | 460 | -61  |
| 6. Grecia          | 5   | 0 | 5 | 419 | 463 | -44  |

 Brasil 115-95  Grecia
 Brasil 86-72  España
 Unión Soviética 129-87  Cuba
 Unión Soviética 114-77  Israel
 Israel 88-78  Cuba
 Brasil 99-83  Cuba
 España 94-65  Israel
 Unión Soviética 105-93  Grecia
 Cuba 74-66  Grecia
 Unión Soviética 88-83  España
 Brasil 90-75  Israel
 Israel 82-79  Grecia
 España 78-77  Cuba

### Fase semifinal 2 (Palacio de los Deportes de Oviedo)
| Equipo            | Pts | G | P | PF  | PC  | Dif |
| ----------------- | --- | - | - | --- | --- | --- |
| 1. Estados Unidos | 9   | 4 | 1 | 409 | 344 | +65 |
| 2. Yugoslavia     | 9   | 4 | 1 | 438 | 375 | +63 |
| 3. Italia         | 9   | 3 | 2 | 405 | 431 | -26 |
| 4. Canadá         | 7   | 2 | 3 | 422 | 412 | +10 |
| 5. Argentina      | 7   | 2 | 3 | 391 | 411 | -20 |
| 6. China          | 5   | 0 | 5 | 411 | 503 | -92 |

 Estados Unidos 107-81  China
 Estados Unidos 88-64  Italia
 Canadá 96-82  Argentina
 Yugoslavia 87-68  Argentina
 Yugoslavia 83-80  Canadá
 Argentina 74-70  Estados Unidos
 Italia 89-86  Canadá
 Yugoslavia 106-82  China
 Yugoslavia 102-76  Italia
 Estados Unidos 77-65  Canadá
 Argentina 97-80  China
 Italia 78-70  Argentina
 Estados Unidos 69-60 Yugoslavia

## Ronda final (Palacio de Deportes de la Comunidad de Madrid, Madrid)

### Cruces clasificatorios
|  | Eliminatoria del 9.º al 12.º | Eliminatoria del 9.º al 12.º |       |        | 9.º y 10.º  | 9.º y 10.º  |  |
|  |                              |                              |       |        |             |             |  |
|  |                              |                              |       |        |             |             |  |
|  | Grecia                       | 102                          |       |        |             |             |  |
|  | Grecia                       | 102                          |       |        |             |             |  |
|  | Argentina                    | 88                           |       |        |             |             |  |
|  | Argentina                    | 88                           |       | Grecia | 111         |             |  |
|  |                              |                              |       | Grecia | 111         |             |  |
|  |                              |                              | China | 112    |             |             |  |
|  | China                        | 93                           | China | 112    |             |             |  |
|  | China                        | 93                           |       |        |             |             |  |
|  | Cuba                         | 78                           |       |        | 11.º y 12.º | 11.º y 12.º |  |
|  | Cuba                         | 78                           |       |        | 11.º y 12.º | 11.º y 12.º |  |
|  |                              |                              |       |        |             |             |  |
|  |                              |                              |       |        | Argentina   | 81          |  |
|  |                              |                              |       |        | Argentina   | 81          |  |
|  |                              |                              |       |        | Cuba        | 85          |  |
|  |                              |                              |       |        | Cuba        | 85          |  |
|  |                              |                              |       |        |             |             |  |

|  | Eliminatoria del 5.º al 8.º | Eliminatoria del 5.º al 8.º |        |        | 5.º y 6.º | 5.º y 6.º |  |
|  |                             |                             |        |        |           |           |  |
|  |                             |                             |        |        |           |           |  |
|  | España                      | 100                         |        |        |           |           |  |
|  | España                      | 100                         |        |        |           |           |  |
|  | Canadá                      | 80                          |        |        |           |           |  |
|  | Canadá                      | 80                          |        | España | 87        |           |  |
|  |                             |                             |        | España | 87        |           |  |
|  |                             |                             | Italia | 69     |           |           |  |
|  | Italia                      | 100                         | Italia | 69     |           |           |  |
|  | Italia                      | 100                         |        |        |           |           |  |
|  | Israel                      | 78                          |        |        | 7.º y 8.º | 7.º y 8.º |  |
|  | Israel                      | 78                          |        |        | 7.º y 8.º | 7.º y 8.º |  |
|  |                             |                             |        |        |           |           |  |
|  |                             |                             |        |        | Canadá    | 84        |  |
|  |                             |                             |        |        | Canadá    | 84        |  |
|  |                             |                             |        |        | Israel    | 97        |  |
|  |                             |                             |        |        | Israel    | 97        |  |
|  |                             |                             |        |        |           |           |  |

### Semifinales y final
| \| \| Semifinales \| Semifinales \| \| \| Final \| Final \| \| \| \| \| \| \| \| \| \| \| \| \| \| \| \| \| \| \| \| \| \| Unión Soviética \| 91 \| \| \| \| \| \| \| \| Unión Soviética \| 91 \| \| \| \| \| \| \| \| Yugoslavia \| 90 \| \| \| \| \| \| \| \| Yugoslavia \| 90 \| \| Estados Unidos \| 87 \| \| \| \| \| \| \| \| Estados Unidos \| 87 \| \| \| \| \| \| \| Unión Soviética \| 85 \| \| \| \| \| \| Estados Unidos \| 96 \| Unión Soviética \| 85 \| \| \| \| \| \| Estados Unidos \| 96 \| \| \| \| \| \| \| \| Brasil \| 80 \| \| \| Tercer lugar \| Tercer lugar \| \| \| \| Brasil \| 80 \| \| \| Tercer lugar \| Tercer lugar \| \| \| \| \| \| \| \| \| \| \| \| \| \| \| \| \| Yugoslavia \| 117 \| \| \| \| \| \| \| \| Yugoslavia \| 117 \| \| \| \| \| \| \| \| Brasil \| 91 \| \| \| \| \| \| \| \| Brasil \| 91 \| \| \| \| \| \| \| \| \| \| \| |                 |             |                 |                |              |              |  |
| | Semifinales     | Semifinales |                 |                | Final        | Final        |  |
| |                 |             |                 |                |              |              |  |
| |                 |             |                 |                |              |              |  |
| | Unión Soviética | 91          |                 |                |              |              |  |
| | Unión Soviética | 91          |                 |                |              |              |  |
| | Yugoslavia      | 90          |                 |                |              |              |  |
| | Yugoslavia      | 90          |                 | Estados Unidos | 87           |              |  |
| |                 |             |                 | Estados Unidos | 87           |              |  |
| |                 |             | Unión Soviética | 85             |              |              |  |
| | Estados Unidos  | 96          | Unión Soviética | 85             |              |              |  |
| | Estados Unidos  | 96          |                 |                |              |              |  |
| | Brasil          | 80          |                 |                | Tercer lugar | Tercer lugar |  |
| | Brasil          | 80          |                 |                | Tercer lugar | Tercer lugar |  |
| |                 |             |                 |                |              |              |  |
| |                 |             |                 |                | Yugoslavia   | 117          |  |
| |                 |             |                 |                | Yugoslavia   | 117          |  |
| |                 |             |                 |                | Brasil       | 91           |  |
| |                 |             |                 |                | Brasil       | 91           |  |
| |                 |             |                 |                |              |              |  |

|                                   |
| Bandera de Estados Unidos         |
| Campeón Estados Unidos 2.º título |

## Clasificación final
| Po. | Equipo           |
| --- | ---------------- |
| 1   | Estados Unidos   |
| 2   | Unión Soviética  |
| 3   | Yugoslavia       |
| 4   | Brasil           |
| 5   | España           |
| 6   | Italia           |
| 7   | Israel           |
| 8   | Canadá           |
| 9   | China            |
| 10  | Grecia           |
| 11  | Cuba             |
| 12  | Argentina        |
| 13  | Puerto Rico      |
| 14  | Francia          |
| 15  | Países Bajos     |
| 16  | Alemania Federal |
| 17  | Australia        |
| 18  | Uruguay          |
| 19  | Panamá           |
| 20  | Angola           |
| 21  | Nueva Zelanda    |
| 22  | Corea del Sur    |
| 23  | Costa de Marfil  |
| 24  | Malasia          |

## Plantilla de los tres primeros clasificados
1 Estados Unidos Muggsy Bogues, Tommy Amaker, Steve Kerr, Kenny Smith, Sean Elliott, Derrick McKey, Rony Seikaly, David Robinson, Tom Hammonds, Brian Shaw, Armen Gilliam, Charles Smith. Entrenador: Lute Olson
2 URSS Arvydas Sabonis, Valdis Valters, Alexander Volkov, Vladimir Tkachenko, Tiit Sokk, Alexander Belostenny, Rimas Kurtinaitis, Valdemaras Chomičius, Sergei Tarakanov, Valeri Tikhonenko, Sergej Grišaev, Andris Jēkabsons (Entrenador: Vladimir Obukhov)
3 Yugoslavia Dražen Petrović, Aza Petrovic, Dražen Dalipagić, Vlade Divac, Stojan Vranković, Ratko Radovanović, Zoran Čutura, Emir Mutapcic, Danko Cvjetičanin, Franjo Arapović, Zoran Radović, Veljko Petranović (Entrenador: Krešimir Ćosić)
| Predecesor: Colombia 1982 | Campeonato Mundial de Baloncesto X edición | Sucesor: Argentina 1990 |